# Renee Rosnes
Irene Louise Rosnes (24 de marzo de 1962), conocida profesionalmente como Renee Rosnes, es una pianista, compositora y arreglista de jazz canadiense.

## Comienzos
Rosnes nació en Regina, Saskatchewan y creció en el Norte de Vancouver, Columbia Británica, donde asistió a la Escuela Secundaria Handsworth. Tenía tres años cuando comenzó a tomar lecciones de piano clásico. Ella se interesó en la música de jazz en la escuela secundaria, a través de su director de banda Bob Rebagliati. A continuación asistió a la Universidad de Toronto, donde fue alumna del pianista William Aide. En 1985, Rosnes fue galardonada con una beca del Consejo Canadiense de las Artes y se trasladó a Nueva York para continuar sus estudios.

## Carrera
Después de que el saxofonista Joe Henderson la contrató para tocar con su cuarteto en 1986, Rosnes comenzó una carrera internacional. En 1988, fue miembro de la banda de Wayne Shorter y en 1989, se incorporó al quinteto del trombonista JJ Johnson y se mantuvo en él hasta que Johnson se retiró en 1997. En 1989, también comenzó a trabajar con el maestro del saxo James Moody y se convirtió en la pianista de su cuarteto en los siguientes 20 años. Rosnes con frecuencia actúa con el vibrafonista de Bobby Hutcherson, y ha grabado "For Sentimental Reasons" con su cuarteto en el 2007. Fue miembro fundador de la SFJAZZ Colective, y tocó con el octeto de 2004 hasta el 2009. Desde 2012, ha sido miembro de la banda del bajista Ron Carter, Foursight. El grupo estuvo de gira por Europa durante el otoño de 2015.
Como líder, Rosnes ha publicado doce grabaciones, nueve en Blue Note Records. Manhattan Rain (Pony Canyon Japón), con Steve Nelson en el vibráfono, Rich Perry en el saxo tenor, Peter Washington en el bajo y Bill Stewart en la batería. También hizo grabaciones en trío para el sello VideoArts con The Drummonds, con su exmarido el batería Billy Drummond y Ray Drummond en el bajo. Rosnes se casó con el pianista de jazz Bill Charlap el 25 de agosto de 2007, y la pareja publicó un álbum de dúo de pianos titulado Retrato Doble.
Fue la presentadora de Jazz Profiles, un programa de radio en la Corporación Canadiense de Radiodifusión en la que Rosnes presentó nombres famosos del jazz canadiense. Entre los invitados se encontraban pianistas de la talla de Paul Bley, Joe Sealy y Oliver Jones, los bajistas Don Thompson y Michel Donato, los trompetas Guido Basso y Kenny Wheeler, y el baterista Terry Clarke.
Su álbum de 2017 Written in the Rocks incluye la Suite Galápagos de 7 partes, que muestra a Rosnes en el apogeo de sus poderes pianísticos y compositivos. La revista Downbeat afirmó del álbum que "establece o refuerza a Rosnes como una virtuosa compositora de jazz" y lo calificó de "un logro excepcional".

## Premios y honores
- Juno nomination, Best Jazz Album, "Renee Rosnes" (1991)[6]
- Juno Award, Best Jazz Album, For the Moment (1992)[7]
- Juno Award, Best Mainstream Jazz Album, Free Trade (1995)
- Juno Award, Best Mainstream Jazz Album, Ancestors (1997)[8]
- Juno nomination, Best Mainstream Jazz Album,  As We Are Now (1998)[9]
- Juno nomination, Best Jazz Album, "Art and Soul" (2000)[10]
- Juno Award, Traditional Jazz Album of the Year, Life on Earth (2003)
- Composer of the Year, SOCAN, 2003
- Juno nomination, Best Mainstream Jazz Album, Ryga/Rosnes Deep Cove" (2005)[11]
- Outstanding Jazz Recording of the Year, Western Canadian Music Award,  Deep Cove by Ryga Rosnes Quartet (2005)
- Sikh Centennial Gala Award, Sikh Foundation of Canada, 2015[12]
- Newark School of the Arts, 2016 Artistic Honorees: Bill Charlap and Renee Rosnes
- Juno Award, Best Jazz Album: Solo, Written in the Rocks" (2017)[5]

## Discografía

### Como líder
- 1989: Face to Face (Toshiba/EMI)
- 1990: Renee Rosnes (Blue Note)
- 1990: For the Moment (Blue Note)
- 1992: Without Words (Blue Note)
- 1996: Ancestors (Blue Note)
- 1997: As We Are Now (Blue Note)
- 1999: Art & Soul (Blue Note)
- 2001: With a Little Help from My Friends (Blue Note)
- 2002: Life on Earth (Blue Note)
- 2003: Renee Rosnes and the Danish Radio Big Band (Blue Note)
- 2004: Deep Cove (CBC)
- 2005: A Time for Love (Video Arts)
- 2008: Black Narcissus: A Tribute to Joe Henderson (Pony Canyon/M&I)
- 2010: Double Portrait (Blue Note) with Bill Charlap
- 2010: Manhattan Rain (Pony Canyon)
- 2016: Written in the Rocks (Smoke Sessions)

### Con SFJAZZ Colective
- Live 2004: Original Works and the Music of Ornette Coleman
- Live 2005: Original Works and the Music of John Coltrane
- Live 2006: Original Works and the Music of Herbie Hancock
- Live 2007: Original Works and the Music of Thelonious Monk
- Live 2008: Original Works and the Music of Wayne Shorter
- Live 2009: Original Works and the Music of McCoy Tyner

### Como músico de sesión
- Tony Bennett & Bill Charlap, The Silver Lining: The Songs of Jerome Kern (RPM/Columbia)
- Jimmy Greene, Beautiful Life (Mack Avenue)
- Jimmy Greene, "Flowers, 'Beautiful Life, Volume 2 (Mack Avenue)
- Ron Carter Quartet & Vitoria Maldonado Brasil L.I.K.E. (Summit)
- Superblue, Superblue 2 (1989, Blue Note)
- Joe Henderson, Humpty Dumpty (BRC)
- Joe Henderson, The Blue Note Years (Blue Note)
- J. J. Johnson, Let's Hang Out (Verve)
- J. J. Johnson, The Brass Orchestra (Verve)
- J. J. Johnson, Heroes (Verve)
- Marian McPartland, A Jazz Christmas (NPR Classics)
- Marian McPartland, Just Friends (Concord)
- George Mraz, Duke's Place (Milestone)
- Joyce, Astronauta – The Songs of Elis (Blue Jackel)
- Niels-Henning Ørsted Pedersen, Friends Forever (Milestone)
- The Carnegie Hall Jazz Band (Blue Note)
- Carnegie Hall Salutes the Jazz Masters (Verve)
- Dizzy Gillespie All-Star Big Band, Things to Come (MCG Jazz)
- Bobby Hutcherson, For Sentimental Reasons (Kind of Blue)
- Todd Coolman, Lexicon (Double-Time)
- Todd Coolman, Tomorrows" (BRC)
- The Drummonds, When You Wish Upon a Star (VideoArts)
- The Drummonds, A Beautiful Friendship (VideoArts)
- The Drummonds, Letter to Evans (VideoArts)
- The Drummonds, Once Upon a Summertime (VideoArts)
- The Drummonds, Pas de Trois (True Life)
- Gerald Wilson, New York, New Sound (Mack Avenue, 2003)
- Gerald Wilson, In My Time (Mack Avenue, 2005)
- Gerald Wilson, Monterey Moods (Mack Avenue, 2007)
- Gerald Wilson, Detroit (Mack Avenue, 2009)
- Gerald Wilson, Legacy (Mack Avenue, 2011)
- Michael Dease, Coming Home (D Clef)
- Michael Dease, All These Hands" (Posi-Tone)
- Brandi Disterheft, Gratitude (Justin Time)
- Billy Drummond, Native Colours (Criss Cross)
- Billy Drummond, The Gift (Criss Cross)
- Ray Drummond, Vignettes (Arabesque)
- Robin Eubanks, Karma (JMT, 1991)
- Jon Faddis: Into the Faddisphere (Epic)
- Jon Faddis: Hornucopia (Epic)
- Renée Fleming, Christmas in New York (Decca)
- Sonny Fortune, Invitation (Century)
- Peter Leitch, Blues on the Corner (Reservoir)
- David Hajdu, Waiting for the Angel: Songs With Words by David Hajdu (Miranda)
- Slide Hampton, Inclusion (Twin)
- Vincent Herring, Secret Love (MusicMasters)
- Steve Kaldestad, New York Afternoon (Cellar Jazz)
- Tom Kennedy, Just Play (Capri)
- Joe Magnarelli, Why Not (Criss Cross)
- Native Colors, One World (Concord)
- Lewis Nash, Highest Mountain (Cellar)
- Greg Osby, Season of Renewal (JMT, 1990)
- Rich Perry, So in Love (Steeplechase)
- Nancy Wilson, A Nancy Wilson Christmas (Telarc)
- Jimmy Scott, But Beautiful (Milestone)
- Jimmy Scott, Moon Glow (Milestone)
- Jim Snidero, Strings (Milestone)
- Howard Alden, Take Your Pick (Concord)
- Gary Thomas, The Seventh Quadrant (Enja, 1987)
- Gary Thomas, While the Gate Is Open (JMT, 1990)
- Steve Turre, One4J (Telarc)
- Libby York, Sunday in New York (BlueJazz)
- Walt Weiskopf, Anytown (Criss Cross)
- Walt Weiskopf, Live (Capri)
- Pete Yellin, How Long Has This Been Going On? (Jazzed Media)
- Dave Young, Two by Two, Vol. 1 (Justin Time)
- Dave Young, Two by Two, Vol. 2 (Justin Time)
- Dave Young, One Way Up" (Modica Music)
- Chip White, Personal Dedications & Percussive Tributes